# Wiwilíbrücke
Die Wiwilíbrücke (wegen ihres Anstrichs Blaue Brücke, vor Bau der Stadtbahnbrücke auch Stühlingerbrücke genannt) verbindet den Freiburger Stadtteil Stühlinger mit der Altstadt.
Die Brücke ist nach dem Ort Wiwilí in Nicaragua benannt, in dem die Freiburger Berndt Koberstein und Albrecht „Tonio“ Pflaum während eines humanitären Hilfseinsatzes von den Contras ermordet wurden.
Sie überspannt die Gleisanlagen des Freiburger Hauptbahnhofs und verbindet den Kirchplatz der Herz-Jesu-Kirche mit dem Konrad-Adenauer-Platz. Die Brücke steht heute unter Denkmalschutz und wird als Fahrradstraße von bis zu 10.000 Radfahrern pro Tag genutzt.

## Geschichte
Die Straßenüberführung wurde an Stelle eines unzulänglich gewordenen höhengleichen Überganges in den Jahren 1885–86 von der Großherzoglich Badischen Staatseisenbahn nach Plänen von Max Meckel erbaut, der kurz zuvor die in der Achse der Brücke liegende Herz-Jesu-Kirche entworfen hatte. Ausgeführt wurde der Bau von den Eisenwerken Kaiserslautern. Sie wurde als „Kaiser-Wilhelm-Brücke“ eingeweiht; allerdings konnte sich dieser Name nicht durchsetzen, in der Bevölkerung war es die „Stühlingerbrücke“. Sie überspannt mit fünf – wegen der Gleisanlagen – ungleich langen Segmenten die Bahnhofsgleise und Zufahrtsstraßen. Die Kosten des Eisenwerks betrugen 151.412 Goldmark; diejenigen des ganzen Bauwerkes rund 428.000 Goldmark.
Von 1909 bis Ende 1961 führte die Linie 5 (Herdern – Haslach) der Freiburger Straßenbahn über die Brücke. Mit dem Eisenbahnkreuzungsgesetz ging die Brücke im Jahr 1978 in das Eigentum der Stadt Freiburg über, nachdem bereits im Jahr 1972 im Rahmen einer ersten Sanierung die Gleise entfernt und eine neue Betonfahrbahn aufgetragen worden war, um die Nutzung für die nächsten 15 Jahre zu sichern.

### Sanierung

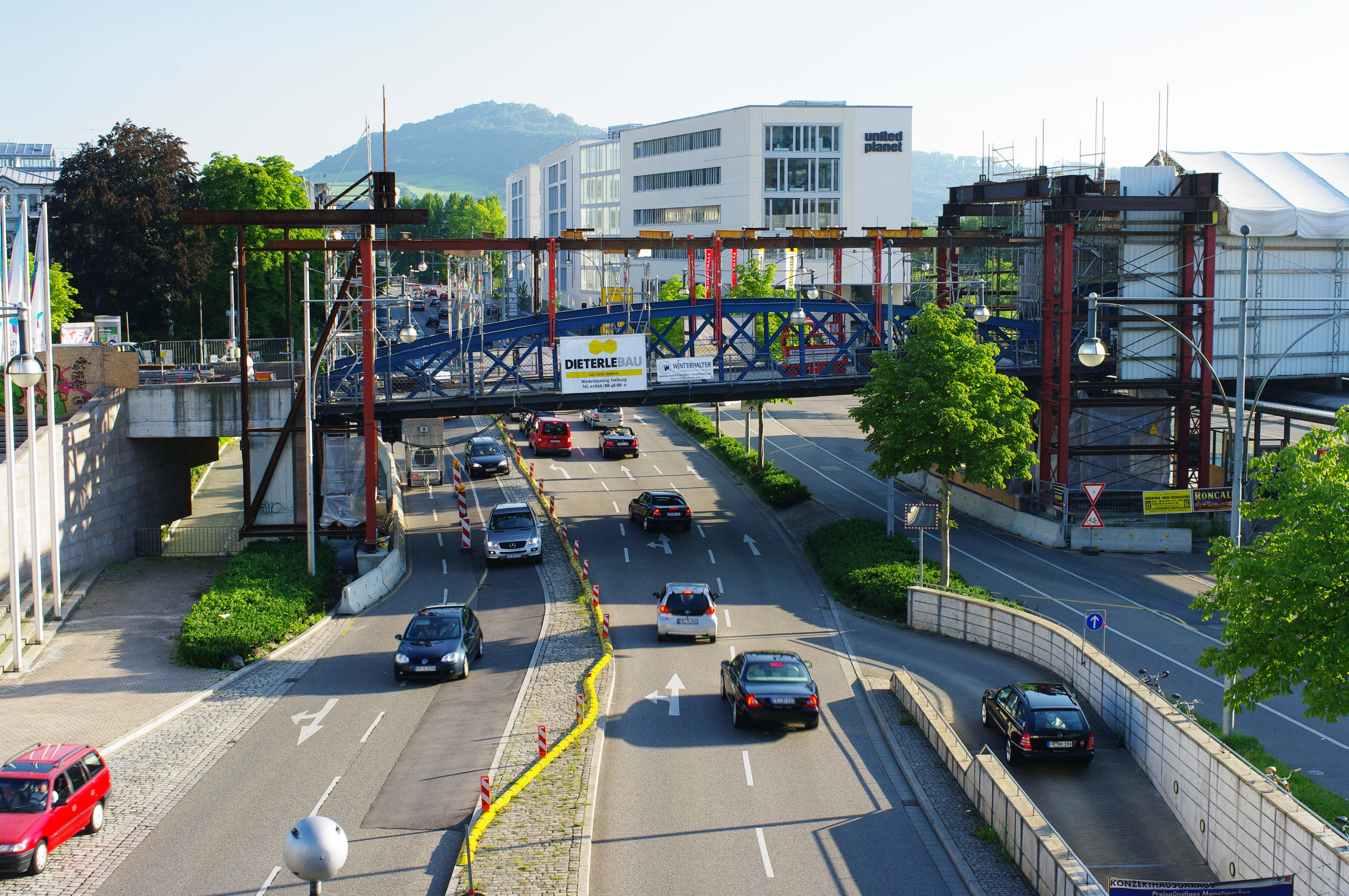
Entfernen der Baugerüste nach der Renovierung der Wiwilíbrücke im September 2009

Im März 2008 wurde mit grundlegenden Sanierungsarbeiten begonnen, für die die fünf Brückensegmente nacheinander um 1,50 Meter angehoben wurden, um über den Bahngleisen arbeiten zu können. Neben dem Austausch vieler statischer Stahlteile und des Fahrbahnbelags wurden Entwässerungsrinnen an den Fahrbahnrändern und im Randbereich der Gehwege angebracht, um die Brücke vor Korrosion zu schützen. Kurz nach Beginn der Arbeiten entdeckte man zudem eine massive Asbestbelastung, die beseitigt werden musste. Die Pfeiler der Brücke wurden um ungefähr 50 cm erhöht, um das Sicherheitsprofil für die Bahn zu erhöhen. Dadurch wurde die Neigung der Zu- und Abfahrtsrampen der Brücke um ein halbes Prozent erhöht. Die Arbeiten hätten ursprünglich neun Monate dauern und ungefähr 2,5 Millionen Euro kosten sollen. Wegen des verdoppelten Stahlverbrauchs und der Asbestproblematik dauerten die Arbeiten jedoch bis September 2009 und kosteten 6,3 Millionen Euro. Eine Wendeltreppe, die vom nördlichen Gehweg zum Busbahnhof führte, wurde nach der Sanierung nicht wieder hergestellt.

## Technische Daten

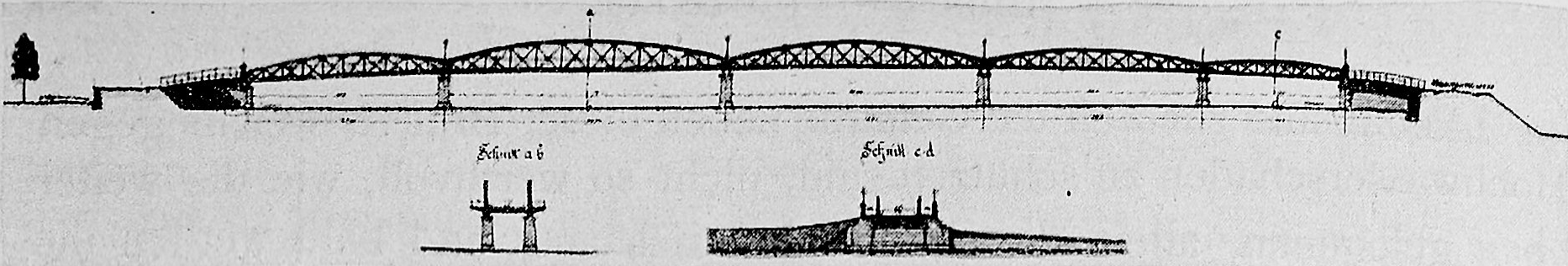
Querschnitt

Die ganze Länge der Brücke von Widerlager zu Widerlager betrug beim Bau 161,8 m, die Fahrbahnbreite 5,2 m, die beiderseitigen Fußwege maßen je 1,7 m. Die beiderseitigen Zufahrtswege zur Brücke mussten wegen der anschließenden Straßenzüge 4 % Steigung erhalten. Aus dem gleichen Grund kamen die Seitenöffnungen in noch stärkere Steigungen zu liegen und den Untergurten der Fachwerkträger musste wegen der Kontinuität der Straßenfläche eine bogenförmige Krümmung gegeben werden. Die maximale Höhe der Bögen liegt zwischen 2,79 m und 4,13 m. Das Gesamtgewicht des Eisenwerkes betrug 540,4 Tonnen, es ist aber mittlerweile auf ungefähr 1720 Tonnen angestiegen (bestehend aus Bögen, Tragwerk und Betonplatten).

## Fahrradverkehr
Im Zuge der Neugestaltung des Bahnhofsbereichs und eines damit verbundenen Umbaus des Widerlagers auf der Ostseite im Jahr 1996 wurde die Brücke dann für den Kraftfahrzeugverkehr gesperrt und nur noch für den Fahrrad- und Fußgängerverkehr freigegeben. Neben dem Widerlager auf Stühlinger Seite wurde 1999 die Fahrrad- und Mobilitätsstation „mobile“ mit Fahrradparkhaus gebaut, die seit 2014 Radstation heißt. Im Jahr 2003 wurde die Brücke nach Freiburgs Partnerstadt Wiwilí benannt. 2012 wurde an der Ostrampe der Brücke ein Fahrrad-Zähl-Display installiert, das den stetig steigenden Radverkehr anzeigt. Seit 2019 die Stühlingerbrücke für den Fahrradverkehr gesperrt wurde, ist sie neben der Unterführung zur Lehener Straße die zweite Querungsmöglichkeit der Rheintalbahn in Bahnhofsnähe für Radfahrende.
Die Station Wiwilíbrücke des Fahrradverleihsystems Frelo befindet sich auf der östlichen Seite am Konrad-Adenauer-Platz.
Die Wiwilíbrücke ist Ausgangspunkt des FR 5 durch den Stühlinger und den Dietenbachpark und des Radschnellweges nach Kirchzarten über Oberau und Ebnet. Der Radschnellweg nach Bad Krozingen vom Hauptbahnhof über Haslach führt westlich an der Wiwilíbrücke vorbei.
Es ist mittelfristig geplant, die im Zuge des Baus des Konzerthauses angelegten Treppen auf der nordöstlichen Seite wieder in eine Rampe umzubauen und dadurch für den Radverkehr nutzbar zu machen.

## Gedenkstätten
Auf der Brücke befinden sich zwei Gedenkstätten: Zum einen erinnert seit 2003 ein scheinbar in großer Eile vergessener Mantel mit Judenstern aus Bronze an die Wagner-Bürckel-Aktion, bei der in der Nacht vom 21. auf den 22. Oktober 1940 die badischen Juden in das Lager Gurs verschleppt wurden. Der Mantel wurde als Bronzeskulptur von der in Baden-Baden lebenden Künstlerin Birgit Stauch geschaffen. Er wurde vom stellvertretenden Freiburger Kulturamtsleiter Johannes Rühl dort platziert.
Zum anderen finden sich Gedenktafeln für den Freiburger Kommunisten und Gewerkschafter Berndt Koberstein und den Freiburger Arzt Albrecht „Tonio“ Pflaum. Sie wurden in Wiwilí während eines humanitären Hilfseinsatzes von den nicaraguanischen Contras ermordet.

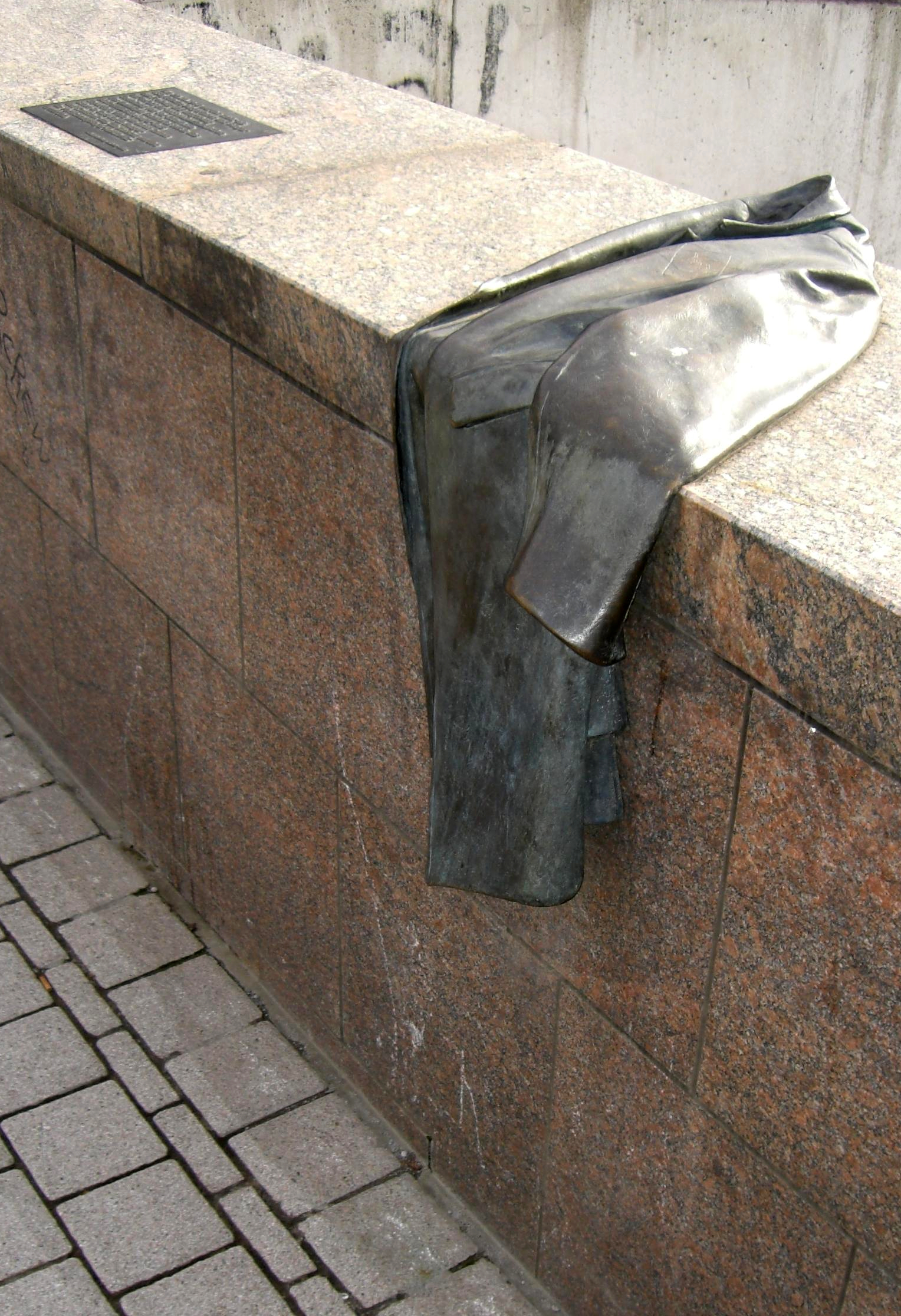
Vergessener Mantel mit Judenstern
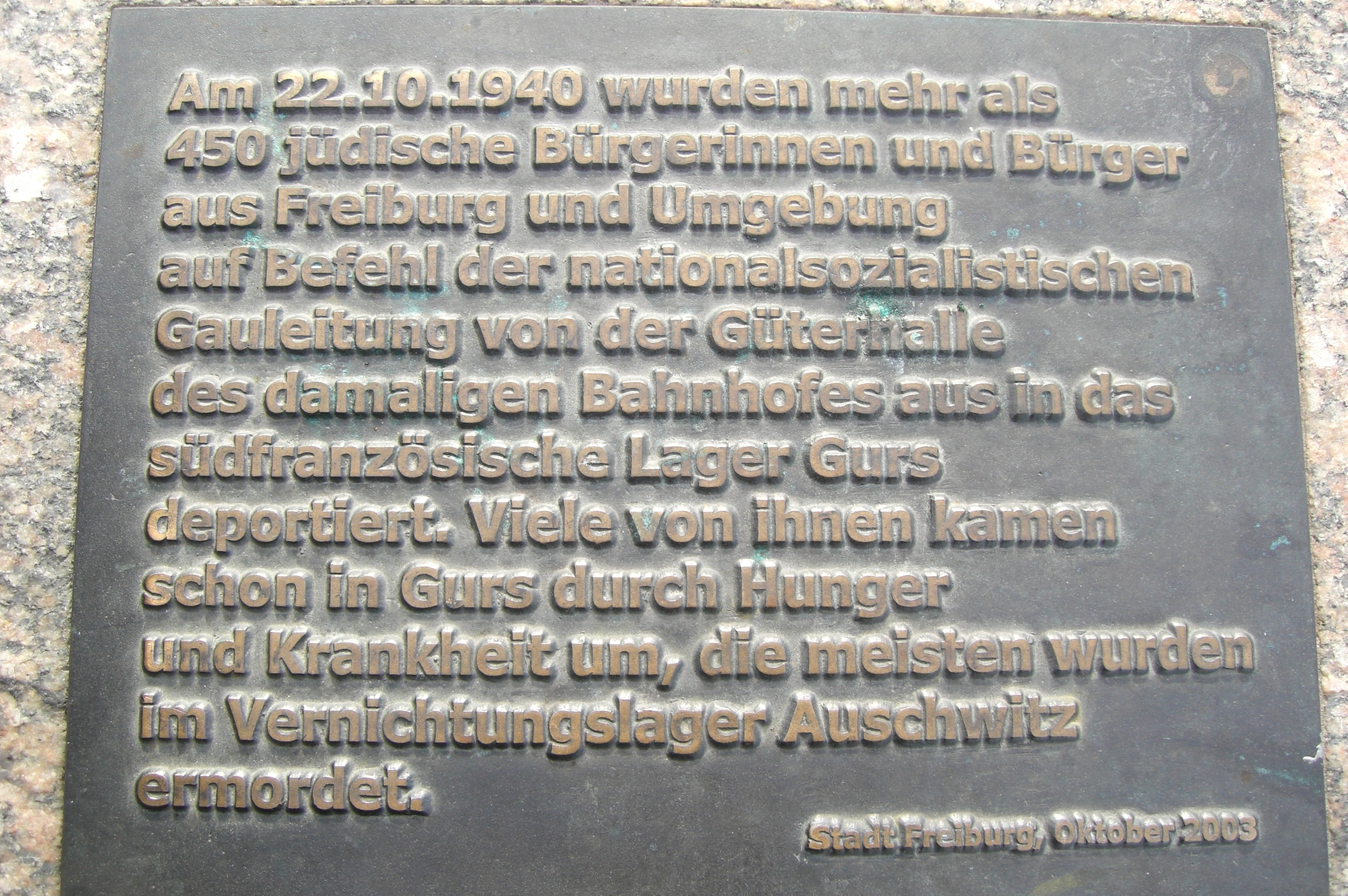
Gedenktafel zur Deportation am 22. Oktober 1940
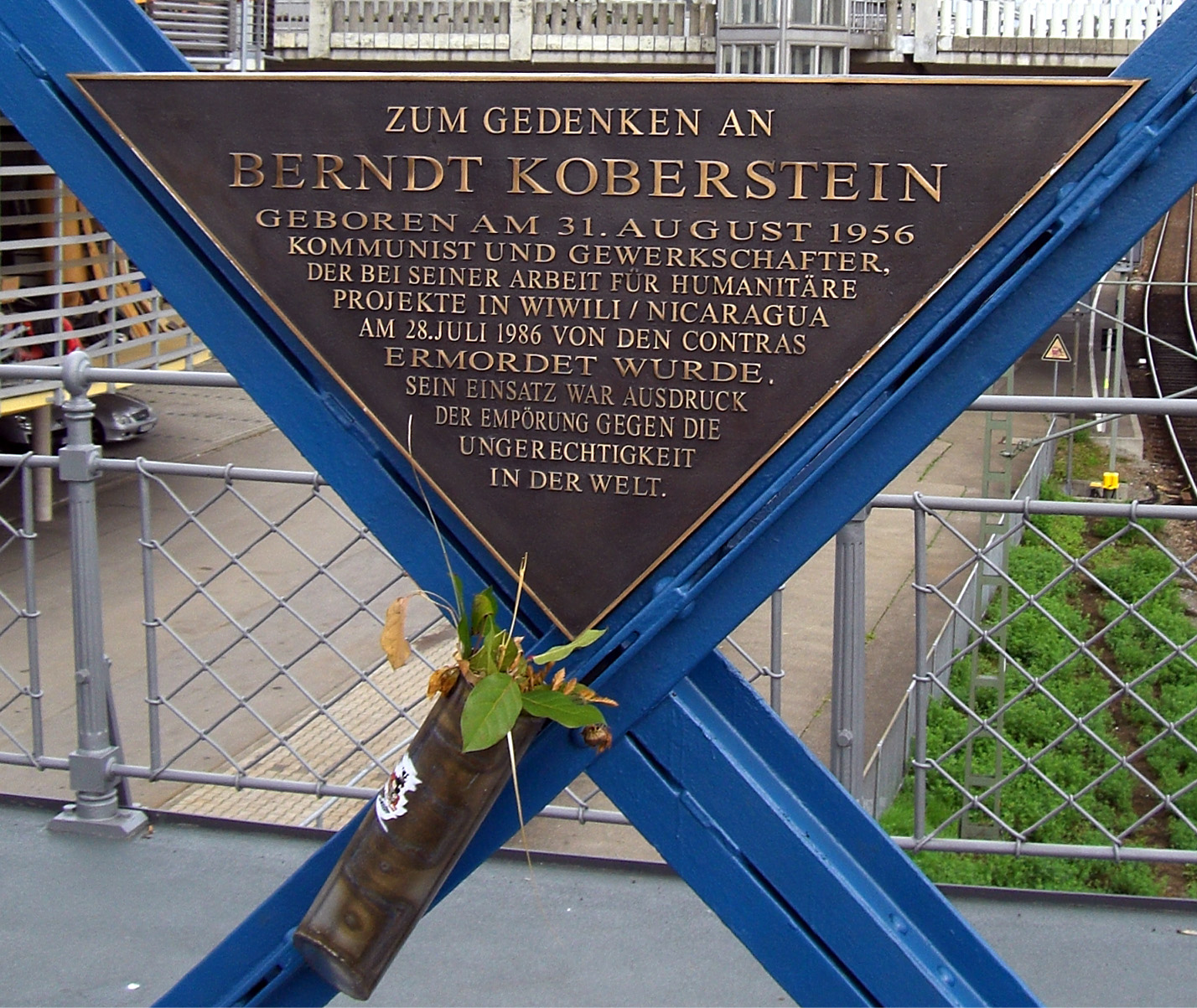
Gedenktafel für Berndt Koberstein
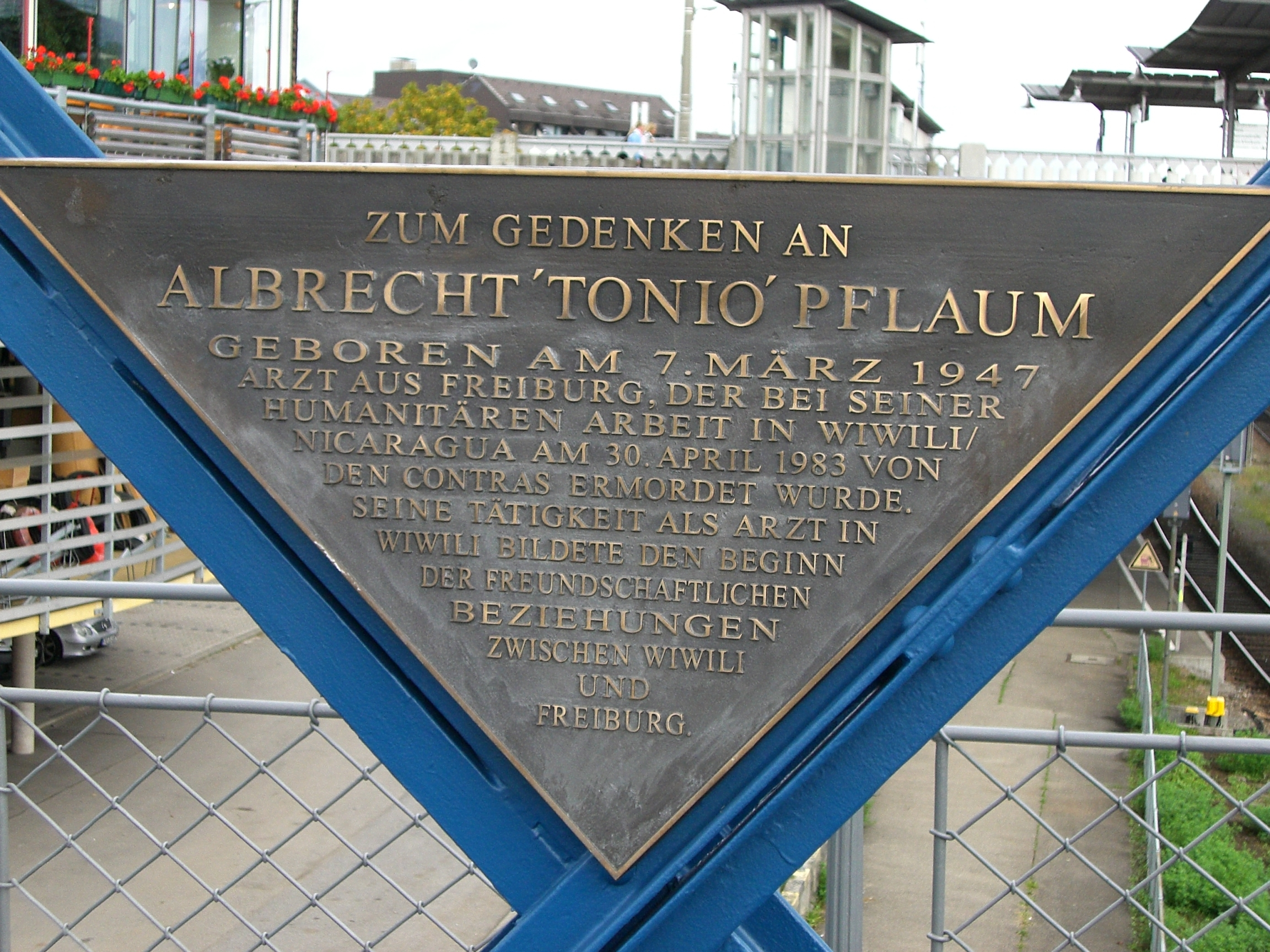
Gedenktafel für Albrecht „Tonio“ Pflaum

## Trivia

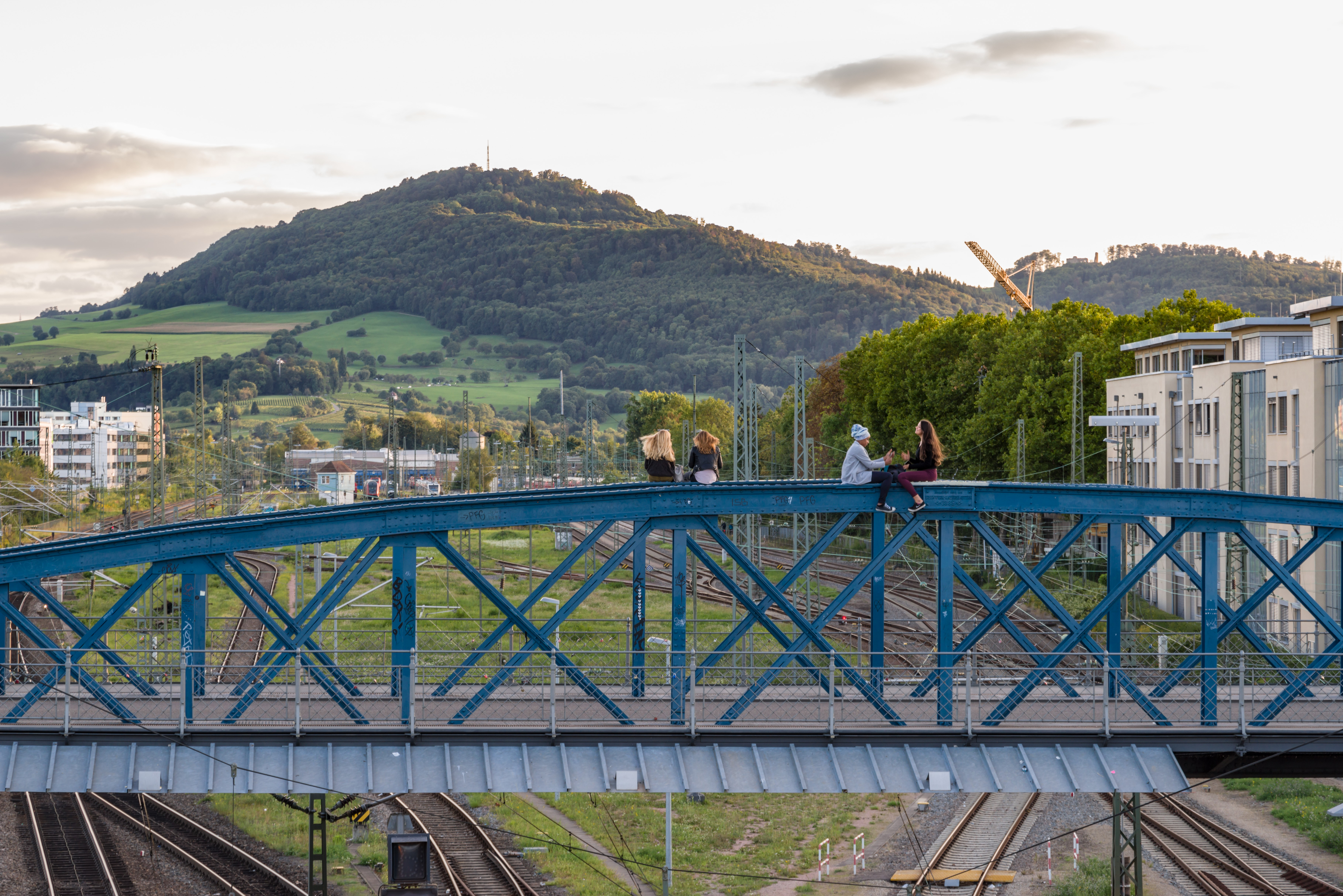
Die Wiwilibrücke als Treffpunkt mit Blick auf den Schönberg

Der Freiburg-Marathon führt nach der Sanierung wieder über die Brücke. An warmen Tagen werden die Brückenbögen teilweise als Sitzgelegenheit genutzt. Auch Tango wird hin und wieder auf der Brücke getanzt.
Im Winter wird auf der Brücke seit der Restaurierung nur Splitt gestreut, denn Salz ist verboten, um Rostschäden am Stahl zu verhindern.